# Sellano
Sellano ist eine italienische Gemeinde mit 964 Einwohnern (Stand 31. Dezember 2023) in der Provinz Perugia in der Region Umbrien und ist seit 2017 Mitglied der Vereinigung I borghi più belli d’Italia (Die schönsten Orte Italiens)

## Geografie

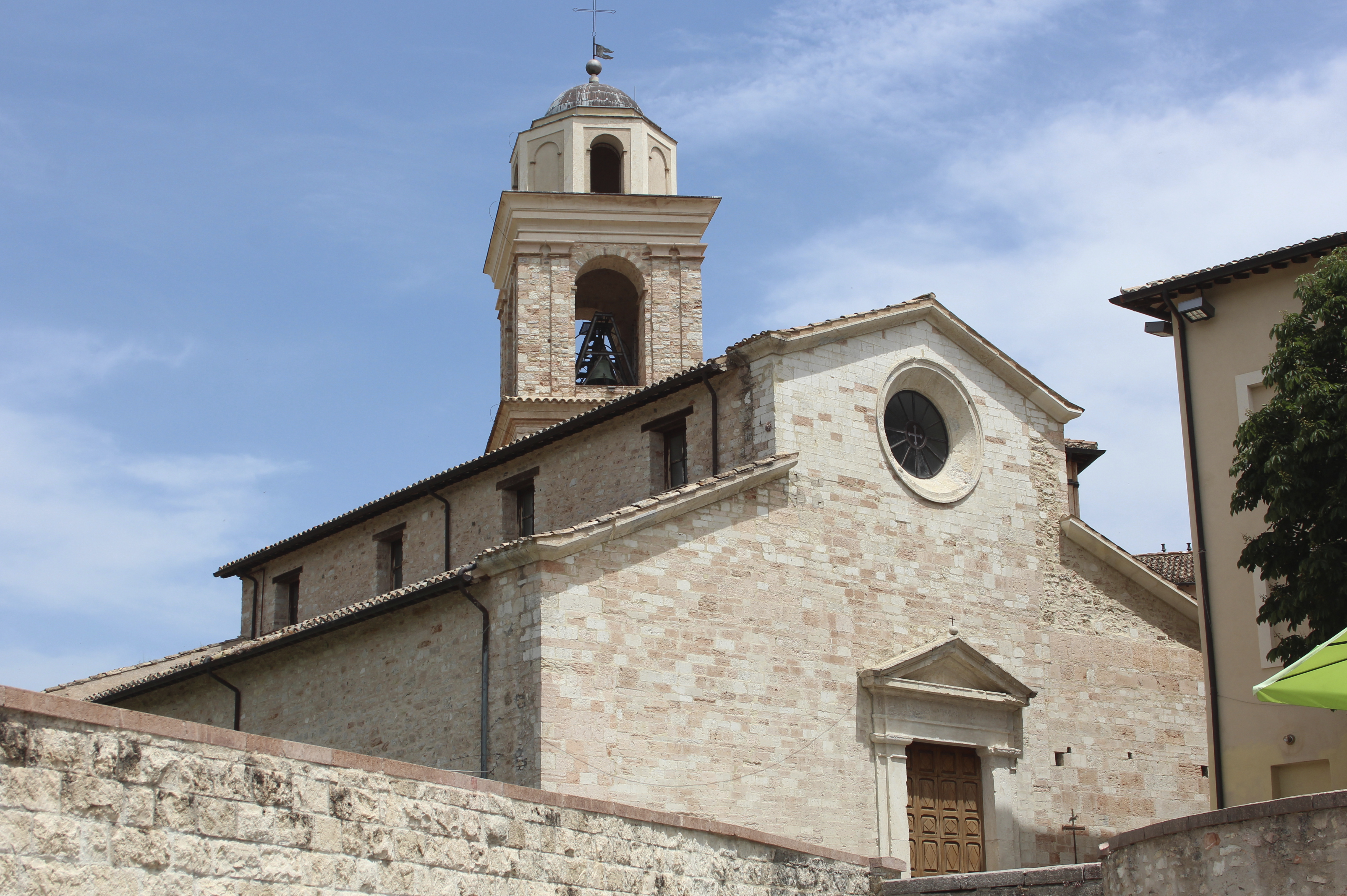
Die Kirche Chiesa di Santa Maria Assunta im Hauptort

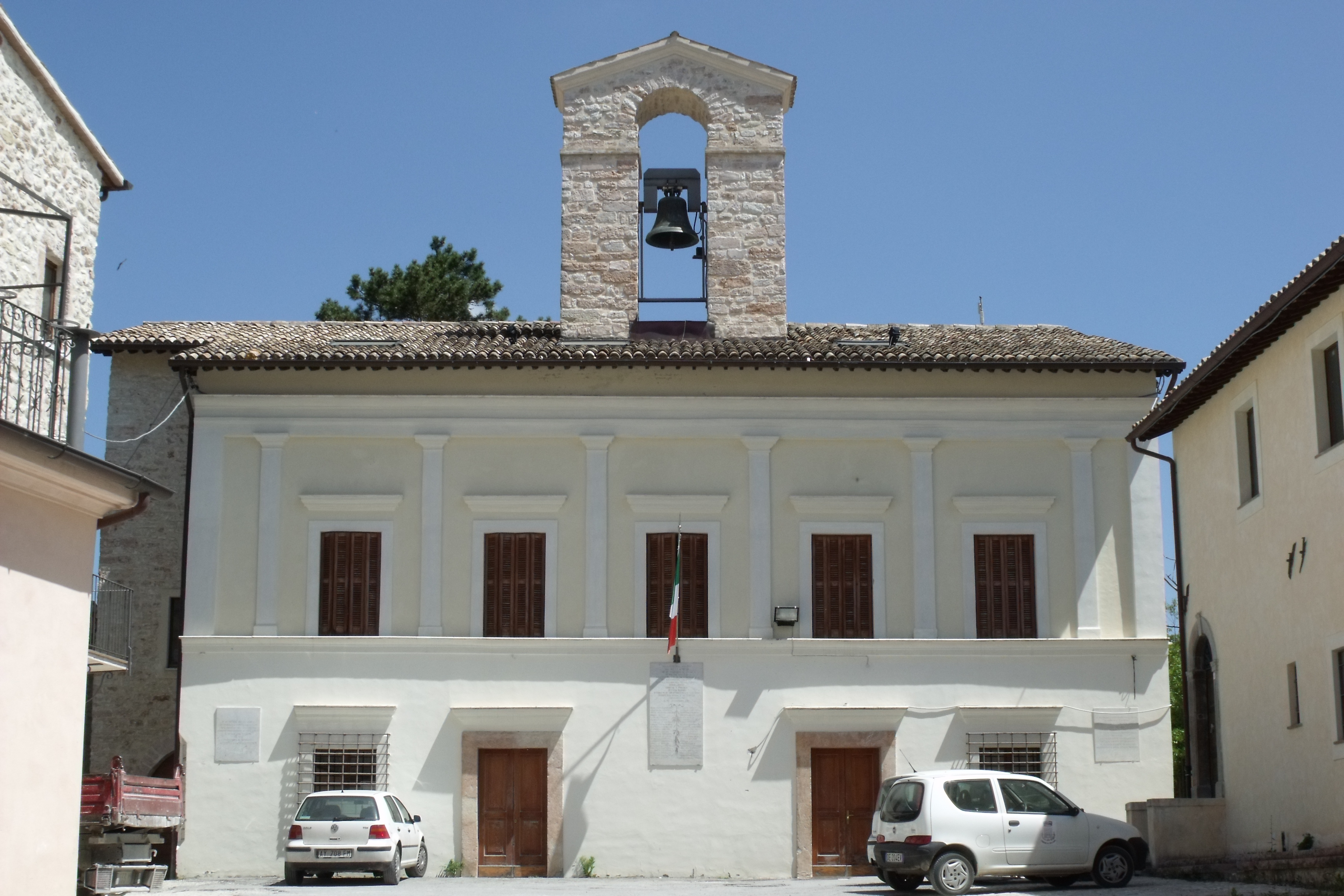
Das Rathaus von Sellano

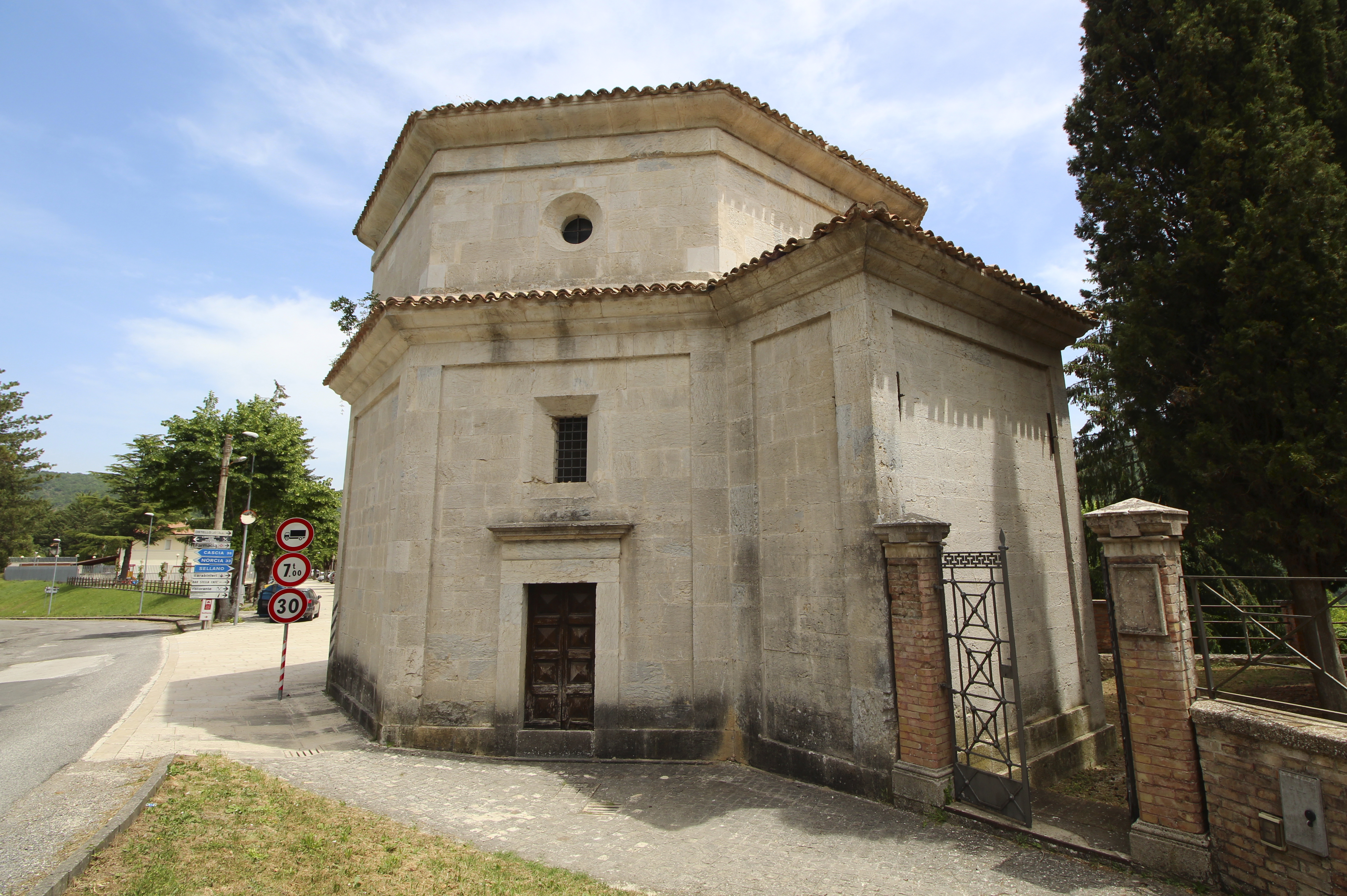
Die Kirche San Francesco

Die Gemeinde erstreckt sich über rund 86 km². Die Gemeinde liegt etwa 50 km südöstlich von Perugia am Fluss Vigi. Im Ortsteil Orsano entspringt der Fluss Menotre. Die Gemeinde liegt in der klimatischen Einordnung italienischer Gemeinden in der Zone E,  2 312 GR/G.
Die Nachbargemeinden sind Campello sul Clitunno, Cerreto di Spoleto, Foligno, Trevi und Visso (MC).

### Ortsteile
Die Ortsteile (Frazioni) sind Apagni, Cammoro, Ceseggi, Molini di Cammoro, Montesanto, Orsano, Piaggia, Postignano, Pupaggi und Villamagina.
- Cammoro, Ortsteil bei 958 m mit ca. 20 Einwohnern.
- Montesanto, Ortsteil bei 743 m mit ca. 10 Einwohnern. Liegt ca. 8 km vom Hauptort entfernt.
- Pupaggi, Ortsteil bei 845 m, liegt ca. 7 km östlich vom Hauptort.
- Renaro, Ortsteil bei 900 m, liegt ca. 13 km vom Hauptort entfernt.

## Geschichte
Die ersten Siedlungen im Ortsgebiet entstanden wahrscheinlich zur Zeit der Römer, als der Ort als Vicus entstand. Über die Namensherkunft gibt es zwei Theorien. Die erste wird in dem Werk Naturalis historia von Plinius dem Älteren (entstanden um 77 n. Chr.) wiedergegeben. Im dritten Buch schreibt er von den Gens Suilla bzw. den Syllinates. Die zweite Theorie entstammt dem 17. Jahrhundert und entstand durch den italienischen Historiker Ludovico Jacobilli (* 13. Juni 1598 in Rom; † 13. März 1664 in Foligno), der den Ortsnamen auf den römischen Feldherren Lucio Cornelio Silla zurückführt. Danach gründete Silla den Ort um 84 v. Chr. auf dem Rückzug nach der Schlacht von Spoleto. Nach der Herrschaft der Langobarden unterstand der Ort den Grafen von Spoleto, danach denen von Norcia, dann, am Ende des 12. Jahrhunderts, der Gemeinde von Alviano. Im 13. Jahrhundert unterstand der Ort wieder Spoleto und dem Kirchenstaat, im 14. Jahrhundert wurde er Lehen der Familie Colligola aus dem heutigen Ortsteil Montesanto. Nach der Einheit Italiens stieg die Bevölkerungszahl von ca. 2550 zu ca. 3220 im Jahr 1921. Danach fiel der Bevölkerungsstand bis 2001 auf ca. 1200 Einwohner. 1997 erlebte der Ort ein schweres Erdbeben, das den historischen Ortskern schwer beschädigte. Hierbei wurde die Kirche Santa Maria Assunta schwer beschädigt und der Uhrturm des Rathauses zerstört, später aber wieder aufgebaut.

## Sehenswürdigkeiten
- Chiesa di Santa Maria Assunta, Kirche aus dem 13. Jahrhundert im Ortskern.
- Chiesa di San Francesco, auch Madonna della Croce genannt, Kirche aus dem Jahr 1538 kurz außerhalb des Ortskerns.
- Chiesa di San Giovanni Battista, Kirche aus dem 15. Jahrhundert im Ortsteil Renaro.
- Chiesa di Santa Lucia, Kirche aus dem 16. Jahrhundert im Ortsteil Renaro.
- Chiesa di San Sebastiano, Kirche im Ortsteil Pupaggi mit Fresken aus dem 14. Jahrhundert.
- Chiesa di San Paterniano, Kirche aus dem 14. Jahrhundert im Ortsteil Cammoro.
- Chiesa di San Silvestro, Kirche im Ortsteil Villamagina.